# Бонифаций I
Бонифаций I (лат. Bonifatius PP. I; ? — 4 сентября 422) — епископ Рима с 28 декабря 418 года по 4 сентября 422 года. Он был современником святого Августина Блаженного, который посвятил ему несколько своих работ.

## Биография
Бонифаций был римлянин по происхождению. В базилике Св. Марцелла противоположная партия во главе с префектом Рима Аврелием Аницием Симмахом выдвинула в папы архидиакона Евлалия. В день похорон папы Зосимы Евлалий занял Латеран, а Бонифаций — базилику Св. Павла за воротами. В тот же день Евлалий был избран папой дьяконами и священниками. Новый Папа и его сторонники оставались в церкви до воскресенья 29 декабря. Между тем, в этот день не принимавшие участие в избрании Евлалия священнослужители избрали папой Бонифация, который ранее был советником папы Иннокентия I. Аниций Симмах приказал закрыть все ворота Рима и не впускать Бонифация. Он предупредил обе стороны о необходимости сохранения мира и написал императору Гонорию, что Евлалий был избран первым и поэтому прав. Император ответил 3 января 419 года, признав Евлалия законным епископом Рима. Несмотря на это, насилие вспыхнуло между двумя группировками, и Бонифаций был схвачен стражей префекта и помещен под домашний арест за стенами Рима.
Сторонники Бонифация подали письменную жалобу императору Гонорию, утверждая, что избрание Евлалия произошло с нарушениями. В ответ на это император приостановил действие своего предыдущего распоряжения и вызвал обе стороны явиться на суд перед ним в Равенну, а затем оба кандидата отправились на собор в Сполето. Им было запрещено до окончательного соборного решения посещать Рим, но Евлалий во время Пасхи отслужил молебен в Латеране и это имело решающее значение. Императрица Галла Плацидия и её муж Констанций III, соправитель Гонория, благоприятствовали Евлалию, который был избран первым. Историк Стюарт Оост отмечает, что папские выборы в то время были "всё ещё довольно неопределенными, и обе стороны могли, таким образом, требовать надлежащих выборов." Но, нарушив указание императора, Евлалий потерял поддержку властей.
Симмах отдал приказ страже занять Латеранский дворец, где находился Евлалий, и сопроводить его до дома за стенами Рима. После этого Евлалий был изгнан императором Гонорием в Кампанию. Совет в Сполето был отменен, и 3 апреля 419 года император Гонорий признал Бонифация в качестве законного папы. В свою очередь по просьбе Гонория, Бонифаций I ввёл правило, согласно которому, в случае спорного избрания должны проводиться новые выборы папы, гарантируя единогласность голосования.
Бонифаций боролся с пелагианством, устраивал церковные дела в спорных между Римом и Константинополем епархиях, добился расширения прав папы.